# Фуентесауко-де-Фуентідуенья
Фуентесауко-де-Фуентідуенья (ісп. Fuentesaúco de Fuentidueña) — муніципалітет в Іспанії, у складі автономної спільноти Кастилія-і-Леон, у провінції Сеговія. Населення — 292 особи (2010).
Муніципалітет розташований на відстані близько 120 км на північ від Мадрида, 50 км на північ від Сеговії.

## Демографія
Динаміка населення (INE ):

## Галерея зображень

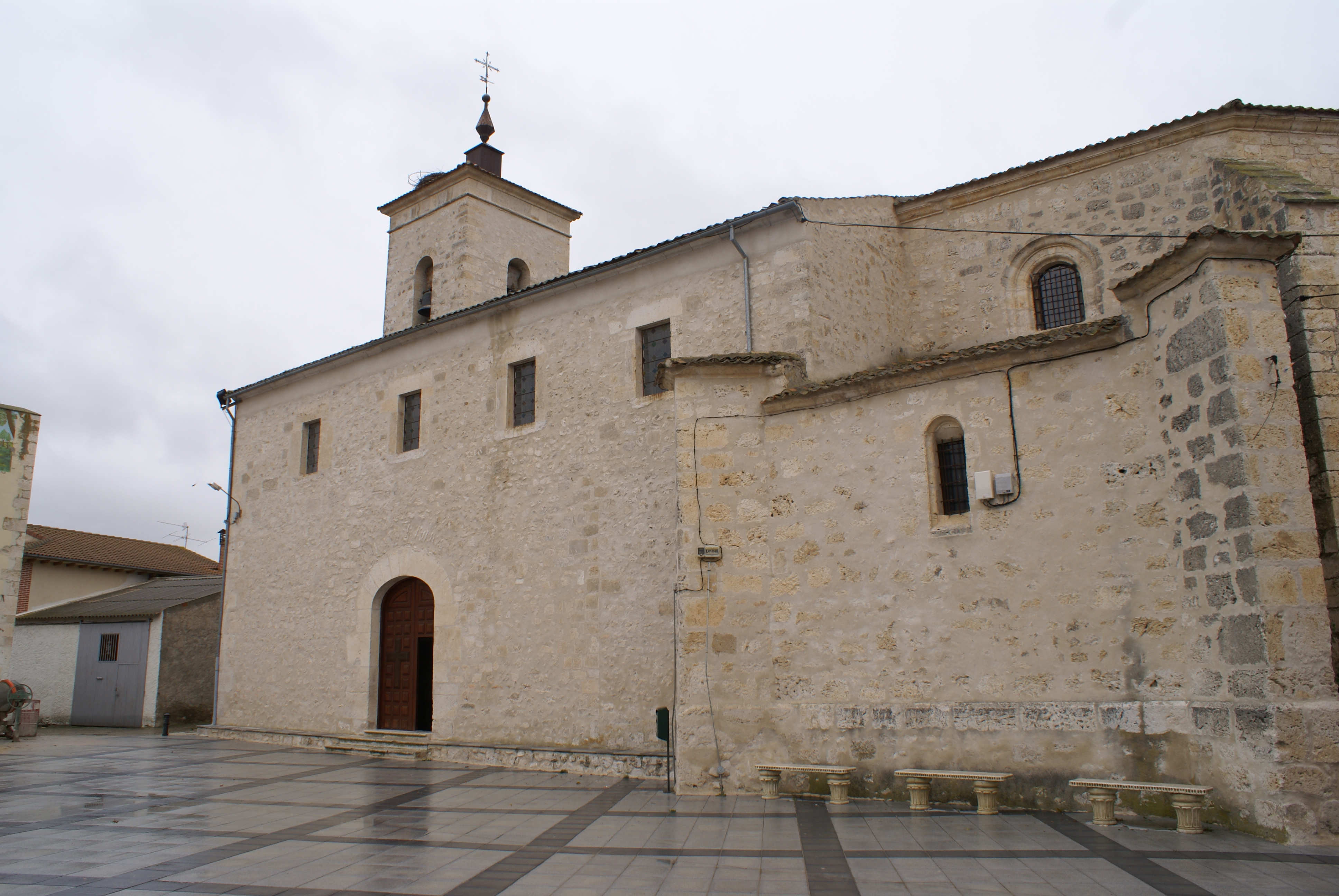
Церква Санто-Домінго-де-Сілос